# E-Bomb
Pour un article plus général, voir Impulsion électromagnétique.
La E-Bomb (en anglais : Electromagnetic Bomb) ou bombe électromagnétique est une arme électromagnétique de nouvelle génération inventée dans les années 1950, capable de produire une impulsion électromagnétique (IEM) sans explosion nucléaire. 
En explosant, la bombe libère une onde électromagnétique très brève et de forte amplitude, qui détruit les appareils électriques dans une zone de quelques dizaines à quelques centaines de mètres, ce qui permet des frappes chirurgicales.
Les pays qui étudient cette technologie gardent le secret sur l'avancée de leurs recherches.

## Histoire
La E-bomb est le résultat de la confluence de plusieurs technologies développées depuis les années 1950, comme les radars ou les appareils HPM (en anglais : High Power Microwave).
Le concept du générateur magnéto-cumulatif qui produit une impulsion électromagnétique non-nucléaire a été conçu dès 1951 par Andreï Sakharov en Union soviétique, mais les différents pays ont attendu que des idées similaires émergent dans d'autres nations avant de révéler leurs recherches.
En 2012, Boeing a testé avec succès un prototype de missile qui peut détruire des cibles précises simplement en les survolant (même des bunkers),.

## Principe
En explosant, la bombe libère pendant une très courte durée une énorme puissance énergétique qui crée une onde électromagnétique de forte amplitude. Celle-ci provoque, dans la zone concernée un court-circuit généralisé au sein des appareils électriques,.
Ces armes permettent de générer des impulsions électromagnétiques non nucléaire à l'aide de générateurs de micro-ondes à forte puissance d'émission. Elles sont presque toutes utilisées avec des explosifs chimiques comme source d'énergie initiale, ce qui limite sévèrement leur portée par rapport aux impulsions d'origine nucléaires qui ont un rendement énergétique de l'ordre d'un million de fois plus important. De plus, l'impulsion électromagnétique des E-Bombs vient de l'arme elle-même, tandis que celle d'une arme nucléaire est un effet secondaire, qui peut se produire à une grande distance de la détonation. Malgré cette portée limitée, elles permettent des frappes chirurgicales et se sont avérées suffisantes pour certaines opérations militaires ou anti-terroristes,,.
De tels générateurs sont compatibles avec l'armement standard et peuvent être installés sur une bombe, un missile de croisière ou un drone, ce qui permet d'éviter les conséquences environnementales et politiques de l'utilisation d'armes nucléaires.
Les E-Bombs font partie de la nouvelle panoplie d'armes développées par le Pentagone pour paralyser les centres de contrôle et de commandement de l'ennemi. Les munitions à micro-ondes ne tuent pas mais peuvent brûler les gens en augmentant la température de la peau.

## Types

Générateur à tube.
1: Banc de condensateurs - 2: Interrupteur fermé - 3: Courant électrique - 4: Solénoïde - 5: Cylindre de cuivre - 6: Fente - 7: Champ magnétique - 8: Explosif à haute puissance

Les E-Bombs sont réparties en deux grandes catégories, les armes HPM (en anglais : High Power Microwave) ou MFP (en français : « micro-ondes à forte puissance »), qui émettent sur une fréquence micro-onde précise, et les armes UWB (en anglais : Ultra Wide Band) qui produisent une impulsion sur une large bande du spectre électromagnétique, atteignant ainsi une gamme étendue de systèmes électroniques. 
Plusieurs types de technologies peuvent servir de base  aux E-Bomb,, :

### Générateur magnéto-cumulatif
L'idée centrale derrière la construction d'un générateur magnéto-cumulatif, en anglais : explosively pumped Flux Compression Generators (FCG), consiste à utiliser un explosif rapide pour comprimer rapidement un champ magnétique, transférant ainsi beaucoup d'énergie de l'explosif dans le champ magnétique.

### Générateur magnéto-hydrodynamique alimenté par combustible ou explosif

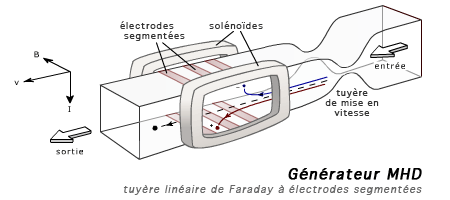
Description d'un générateur MHD.

Un générateur MHD (magnétohydrodynamique) est un convertisseur MHD qui transforme l'énergie cinétique d'un fluide conducteur directement en électricité. Dans un dispositif magnéto-hydrodynamique alimenté par combustible ou explosif (en anglais : explosive or propellant driven Magneto-Hydrodynamic generator), le conducteur est un plasma d'explosifs ionisés ou un gaz combustible, qui traverse le champ magnétique.

### Micro-ondes à haute puissance

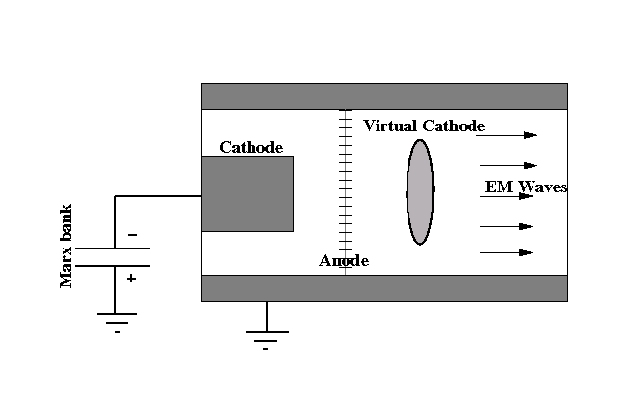
Schéma du Vircator

Un générateur de micro-ondes à hautes puissance, en anglais : high power microwaves (HPM).[pas clair]

## Dans la fiction
Depuis les années 1980, les IEM ont une présence significative dans la fiction.
Les médias populaires décrivent souvent les effets d'une IEM de manière incorrecte, provoquant des malentendus parmi le public et même parmi les professionnels. Des efforts officiels ont été déployés aux États-Unis pour réfuter ces idées fausses.
L'Air Force Space Command des États-Unis a demandé au professeur de science Bill Nye de réaliser une vidéo pour l'armée de l'air appelé Hollywood vs EMP, de sorte que les personnes rencontrant de vrais IEM ne soient pas perturbés par le cinéma de fiction. Cette vidéo n'est pas disponible pour le grand public.